# 캘거리 스탬피드

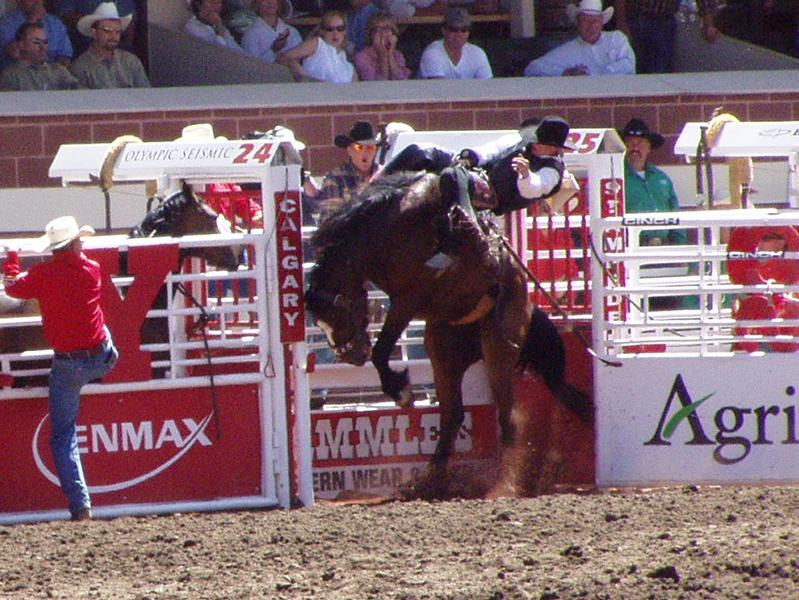

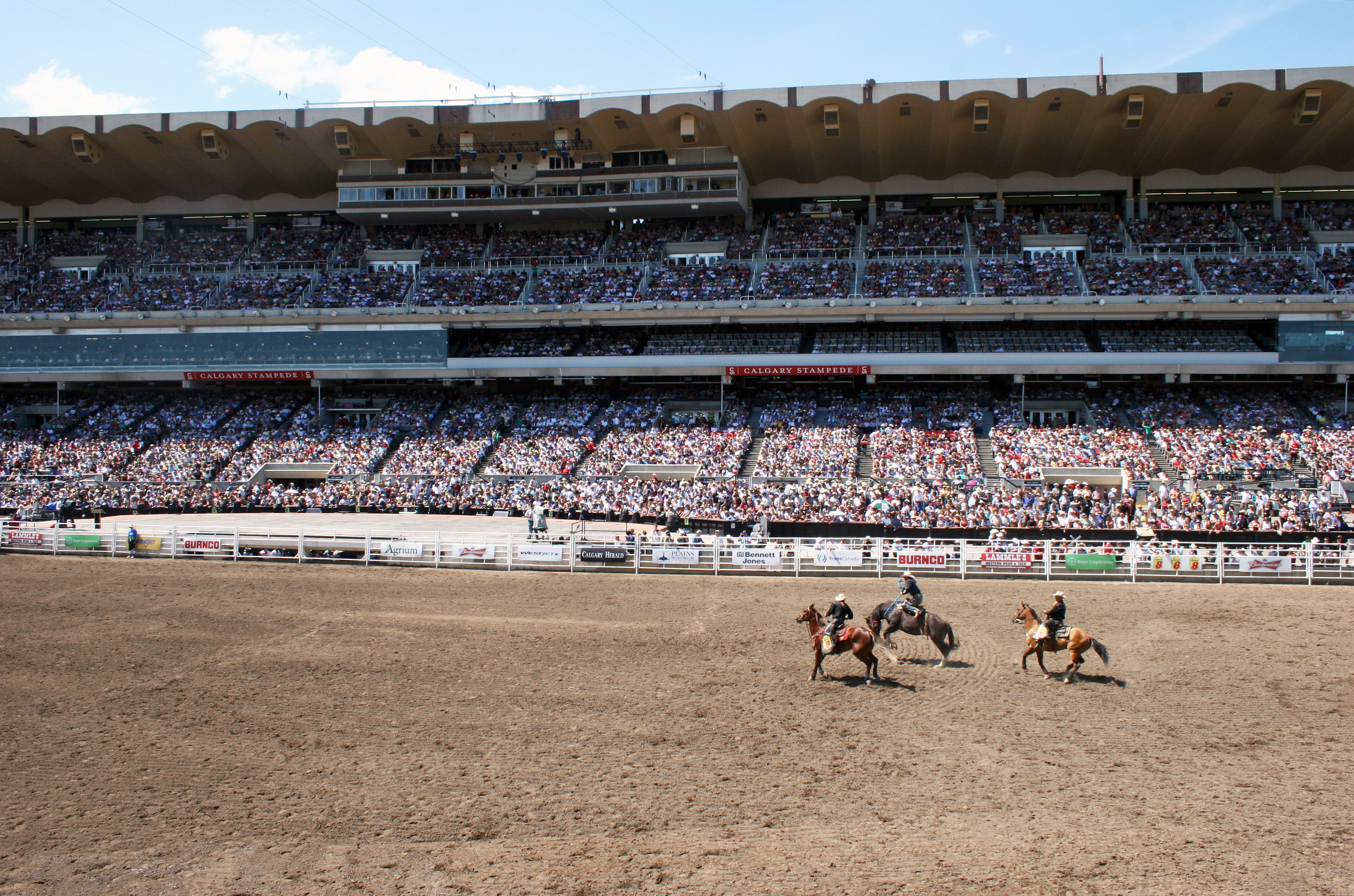
캘거리 스탬피드

캘거리 스탬피드(Calgary Stampede)는 캐나다 캘거리에서 매년 7월에 열리는 로데오, 전시회, 축제이다. 로데오, 퍼레이드, 공연 등 다양한 행사들이 진행된다. 1923년부터 시작되었다.